# William Hope Hodgson
William Hope Hodgson, född 15 november 1877 i Blackmore End, Essex, England, stupade 17 eller 19 april 1918 i Yperen, Belgien, var en engelsk författare, främst av skräckhistorier. Han var även tidvis sjöman, kroppsbyggare, och soldat.

## Biografi
Hodgson, son till en anglikansk präst, rymde som trettonåring från sin internatskola i ett försök att bli seglare. Han blev infångad och återvände till sin familj. 1891 fick han faderns tillstånd att börja en fyraårig lärlingsutbildning till sjöss. Efter lärlingstiden studerade han i två år i Liverpool. Han klarade studierna och kunde därefter ta anställning som sjöman. För att utstå brutaliteten han utsattes för av andra i besättningen började han med kroppsbyggning, som blev ett långvarigt intresse. Flera av hans skräckberättelser innehåller marina motiv.
Under första världskriget inträdde Hogdson i armén, och blev 1915 sekundlöjtnant i Royal Artillery. Året därpå blev han avkastad från sin häst och bröt käken och fick en skallskada.[källa behövs] Skadorna innebar att han fick lämna sin tjänst och återvände till skrivandet. Han vägrade att stå utanför och lyckades återhämta sig tillräckligt[källa behövs] så att han återanställdes med samma rang år 1917. Hans publicerade berättelser från denna tid behandlar hans krigserfarenheter[källa behövs]. Samma år befordrades han till löjtnant, vilket dock ej hann kungöras officiellt innan han dödades av en artillerigranat i belgiska Ieper den 17 eller 19 april 1918.

## Författarskap
Hodgson skrev många noveller, som räknas som skräckklassiker, samt romanerna The House on the Borderland (1908; ”Huset vid avgrunden”) och The Night Land (1912). Hans verk hyllades av H.P. Lovecraft, som dock inte var okritisk mot bland annat hans prosa.

## Böcker utgivna på svenska[8]
- 1978 - Havsmonster ISBN 91-32-41857-4
- 1982 - Huset vid avgrunden ISBN 91-32-50825-5
- 2003 - Rösten i mörkret och andra skräckfyllda berättelser ISBN 91-974537-1-4
- 2013 - Carnacki, spökdetektiven ISBN 91-637-3238-6